# Читкан (Амурская область)
Читка́н — железнодорожный блокпост (населённый пункт) в Сковородинском районе Амурской области России. Входит в городское поселение «Рабочий посёлок (пгт) Уруша».

## География
Блок-пост Читкан расположен на Транссибе в 46 км к западу от районного центра, города Сковородино, и в 21 км к востоку от центра городского поселения, пгт Уруша. Автодорога Чита — Хабаровск проходит в 2 км южнее населённого пункта.

## История
Блок-пост основан в 1910—1911 гг. при строительстве Западно-Амурского участка Транссибирской ж.д.магистрали.

## Топонимика
Название эвенкийского происхождения от слов «чита» или «читала» со значением «глина, глинистая земля». Долина руч. Читкан, особенно приустьевая её низменная часть, сложена из глинисто-илистых вязких речных наносов, покрытых (раньше) ивово-березовой и пойменно-луговой растительностью (теперь заселена). Некоторые считают, что эвенкийское «чита» значит «черная земля», то есть каменный уголь, залежи которого действительно имеются близ ручья. Существует вариант названия эвенкийского происхождения «читканда» со значением — «комариное место».

## Население
| 2002 | 2010 | 2012 | 2013 | 2014 | 2015 | 2016 |
| ---- | ---- | ---- | ---- | ---- | ---- | ---- |
| 2    | ↘1   | →1   | ↘0   | →0   | →0   | →0   |
| 2017 | 2018 | 2021 |      |      |      |      |
| →0   | →0   | →0   |      |      |      |      |

## Инфраструктура
- Блок-пост на Транссибе (Забайкальская железная дорога).